# Saugos
Saugos (niem. Saugen) – miejscowość na Litwie, w okręgu kłajpedzkim, w rejonie szyłokarczemskim.
Leży ok. 13 km na północ od Szyłokarczmy, na skrzyżowaniu dróg krajowych nr 141 i 193. Przez miejscowość przechodzi linia kolejowa Kłajpeda-Pojegi.
W Saugos znajduje się:
- kościół ewangelicko-augsburski z 1857,
- kompleks młyna i tartaku z 1908,
- kościół rzymskokatolicki pw. św. Kazimierza z 1947[2].

Liczba ludności wsi na przestrzeni lat:
Źródła: